# 唐貝詩
唐貝詩（英語：Lydia Tong、1990年7月10日—）香港女演員，曾為HMV Artiste Management Ltd旗下藝人，現為 J Love Entertainment旗下藝人。幸福傳聲基金會的慈善大使。其父親是「70年代機械大王」唐全之子－唐基華，母為1982年香港小姐季軍寇鴻萍，乾母為影視一姐鄭裕玲，亦有一妹唐貝欣。
2023年榮獲了香港產業大獎 （页面存档备份，存于）頒發「2023年香港健康藝人」的殊榮。

## 簡歷
出生於香港，早於中學時期侯到英國留學，期後到英國倫敦瑪麗王后大學修讀工商管理學系。回流香港，替其母寇鴻萍打理網購生意。一直熱衷電影及演出的唐貝詩，求學時期亦參加過舞台劇演出。
2015年正式宣布簽約加盟蕭定一先生旗下的經理人公司。除積極練歌同跳舞外，為進修演技，於2015至2016年間，先後師從黃秋生、甄詠蓓及鍾景輝等多位戲劇大師學戲，Lydia曾把演技練習片段上載社交媒體，獲不少網民大讚演技出色。 2015年亞洲興起直播熱潮，Lydia在直播平台「17」擁有超過500萬粉絲讚好，總讚好超過3.8億，排名更是app內全球排名頭5名，人氣急升。特長游泳，空手道，溜冰，瑜伽，唱歌，彈琴，單板和雙板滑雪。
2018年到北京電影學院繼續進修。
Lydia熱愛健康飲食，在2022年完成了香港大學專業進修學院的「營養學高等文憑」。在其Instagram和YouTube製作了很多關於健康飲食的貼文，開始吸引了不同的健康品牌合作，變成了新一代的「健康飲食KOL」。2022年為「渝味曉宇」連鎖火鍋店設計了健康餐單，並擔任其代言人，相關廣告遍布全港十多個地鐵站。同年榮獲了香港產業大獎 （页面存档备份，存于）頒發「2023年香港健康藝人」的殊榮。

## 演出作品

### 舞台劇
| 年份   | 片名                            | 角色         |
| 2023年 | 喂...他不在                     | Carlotta     |
| 2021年 | 戀上十二星座                    | 天蠍座       |
| 2019年 | 死人的手機                      | Carlotta     |
| 2016年 | 離家出狗 （页面存档备份，存于） | 小玉(女主角) |

### 電影
| 年份   | 片名       | 角色           |
| 2019年 | 大盜演     | 財仔           |
| 2016年 | 導火新聞線 | 莎莎           |
| 2016年 | 江湖悲劇   | (客串)         |
| 製作中 | 盗墓迷情   | 閻漢娜(女主角) |
| 製作中 | 花漾情缘   | 蔡花(女主角)   |
| 製作中 | 舞語星星   |                |
| 製作中 | 月是故鄉明 | 蔡曉雲(女主角) |

### 電視劇
| 年份   | 片名       | 角色              | 備註     |
| 2017年 | 熱戀100天  | Stephanie(女主角) | 奇妙電視 |
| 2019年 | 多功能老婆 | 劉珊珊            | 無綫電視 |
| 2018年 | 溏心風暴3  | 性感美女          | 無綫電視 |

### 登台演出
| 年份   | 活動名稱                     |
| 2024年 | 春日藝術盛宴嘉年華           |
| 2022年 | 華仁書院百週年校慶 WY100+    |
| 2019年 | 張之玨群星慈善音樂夜         |
| 2016年 | 少女標本演唱會（馬來西亞站） |

### 綜藝節目
| 年份   | 節目名稱       | 播放頻道 |
| 2018年 | 百萬富翁       | 亞洲電視 |
| 2016年 | 正義聯盟       | 有線電視 |
| 2016年 | 星二代打工實錄 | 飲食男女 |
| 2016年 | 飲食天王       | 謎米香港 |
| 2015年 | 3S放大假       | 有線電視 |
| 2015年 | 壹齊扮靚       | 壹周PLUS |

### 網絡電視劇
| 年份   | 片名           | 角色           | 備註 |
| 2018年 | 怪異集－招魂車 | 馬倩兒(女主角) |      |

### 慈善大使
| 年份        | 活動名稱                     |
| 2023-2024年 | 幸福傳聲基金會慈善大使       |
| 2016-2018年 | COOKIES RUN曲奇跑大使        |
| 2017年      | 沙田慶回歸20周年長跑活動大使 |
| 2016年      | 香港中西區交通安全大使       |

### 廣告代言
| 年份        | 活動名稱                                         |
| 2023-2015年 | IsaWorskshop （页面存档备份，存于） 護膚品牌代言 |
| 2022年      | 「渝味曉宇 （页面存档备份，存于）」生酮火鍋      |
| 2019年      | Cinema City 戲院廣告                             |
| 2015年      | 御藥堂熔腩酵素電視廣告 （页面存档备份，存于）    |

## 其他連結
- 唐貝詩的Facebook專頁
- 唐貝詩的Instagram帳戶
- 唐貝詩的新浪微博
- YouTube上的
- 唐貝詩在香港影庫上的簡介

1. ↑  . StarsHK. 2015-04-22  [2021-05-19]. （原始内容存档于2021-05-19）.
2. 1 2  . on.cc東網. 2023-08-30  [2024-05-27]. （原始内容存档于2024-05-27） （中文（香港））.
3. ↑  . 東方日報. 2015年10月4日  [2017年3月2日]. （原始内容存档于2020年4月26日） （中文）.
4. ↑  . 香港01. 2016年6月22日  [2017年3月2日]. （原始内容存档于2020年3月16日） （中文）.
5. ↑  . 壹週Plus. 2015年8月4日  [2017年3月3日]. （原始内容存档于2017年3月3日） （中文）.
6. ↑  香港經濟日報HKET. . 香港經濟日報HKET.   [2024-05-27]. （原始内容存档于2024-05-27） （中文（繁體））.
7. ↑  . on.cc東網. 2024-03-12  [2024-05-27]. （原始内容存档于2024-05-27） （中文（香港））.
8. ↑  . Yahoo Finance. 2021-01-31  [2024-05-27]. （原始内容存档于2024-05-31） （中文（香港））.
9. ↑  . 明周娛樂. 2019-09-27  [2019-11-29]. （原始内容存档于2020-03-16） （美国英语）.
10. ↑  . on.cc東網. 2020-01-20  [2024-05-27]. （原始内容存档于2024-05-27） （中文（香港））.
11. ↑  . on.cc東網. 2015-12-27  [2024-05-27]. （原始内容存档于2024-05-27） （中文（香港））.